# Xandru Fernández
Xandru Fernández (špansko Alejandro Fernández) španski pisatelj, pesnik, prevajalec, sodobni avtor asturijščine. * 22. januar 1970, Turón.
González je predstavnik drugega vala asturijskega literarnega in jezikovnega preporoda Surdimientu (1988–2006) na ravni proze. Je znamenit prevajalec leposlovnih del Emily Brontë v asturijski jezik.

## Življenje in delo
Doktoriral je na Filozofski fakulteti Univerze v Oviedu. Trenutno je učitelj filozofije v Srednji šoli Fernández Vallín v Gijónu.
Je zelo ploden književnik, avtor več romanov, pesniških zbirk in novel. Prevedel je v asturijščino dela takih avtorjev kot Franz Kafka, Thomas Mann, Friedrich Dürrenmatt, Joseph Roth in Friedrich Nietzsche.
Doslej je napisal tri dela tudi v kastiljski španščini. Ukvarja se še z glasbo (piše besedila pesmi) in sodeluje predvsem z ansamblom Dixerba.
Podpira različne kulturne skupnosti in je bil član uredniškega odbora revije Tiempu de Nós.